# Seconde bataille de Porto
Pour les articles homonymes, voir Bataille de Porto.
Invasions françaises du Portugal
Batailles
- Chaves
- Villafranca (1re)
- Braga
- Amarante
- Lugo
- Verín
- Porto (1re)
- Vigo
- Grijó
- Porto (2de)
- Ponte Sampaio

La deuxième bataille de Porto, également connue sous le nom de Bataille du Douro ou de Traversée du Douro, se déroule le 12 mai 1809 à Porto dans le cadre de la deuxième invasion napoléonienne du Portugal, qui constitue elle-même un épisode de la guerre d'indépendance espagnole. Elle oppose l'armée anglo-portugaise du général Arthur Wellesley aux troupes françaises du maréchal Jean-de-Dieu Soult. L'affrontement se solde par une victoire des Anglo-Portugais qui reprennent la ville de Porto. Après avoir pris le commandement des troupes britanniques au Portugal le 22 avril, Wellesley (le futur duc de Wellington) s'est immédiatement avancé sur Porto et a traversé par surprise le fleuve Douro, en s'approchant de Porto faiblement gardé par les Français. Les tentatives de Soult pour s'opposer à l'avance de ses adversaires échouent et ses soldats doivent évacuer la ville dans une certaine confusion.
Cette bataille met fin à la deuxième invasion française du Portugal. Soult, gêné dans sa retraite vers l'est, est contraint de détruire ses canons et de brûler ses bagages. Poursuivie par Wellesley, l'armée française échappe cependant l'anéantissement en fuyant à travers les montagnes.

## Contexte
La deuxième invasion française du Portugal avait commencé avec la bataille de Braga.

### Occupation française
Lors de la première bataille de Porto, le 28 mars 1809, les Français sous le maréchal Soult ont vaincu les Portugais sous les généraux Lima Barreto et Parreiras à l'extérieur de la ville de Porto. Après avoir remporté la bataille, Soult a pris d'assaut la ville. En plus des 8 000 victimes militaires, un grand nombre de civils ont été tués.
Pendant que Soult est à Porto, une force détachée opère à l'est sous la direction du général de division Louis Henri Loison. Initialement, cette force comprenait la division d'infanterie du général Henri Delaborde et la division de cavalerie de Jean Thomas Guillaume Lorge. Une force portugaise du général Francisco Silveira a capturé la garnison française de Chaves et a coupé les communications de Soult avec l'Espagne en bloquant la zone autour d'Amarante.
Du 18 avril au 3 mai, les Portugais contiennent Loison sur la rive ouest de la rivière Tâmega. Ce dernier jour, les ingénieurs français ont réussi à déminer le pont chargé d'explosifs afin que l'infanterie de Delaborde puisse le traverser. Le maréchal français, craignant d'être dépassé en nombre par les Anglais, reste éveillé jusqu'à tard dans la nuit du 11 mai pour organiser sa retraite. À ce moment, la division du général Julien Auguste Joseph Mermet est déjà partie avec les bagages et le parc d'artillerie.
Soult conserve avec lui 10 000 fantassins et 1 200 cavaliers. La division Delaborde comprend le 17e régiment d'infanterie légère ainsi que les 70e et 86e de ligne à trois bataillons chacun. La division du général Pierre Hugues Victoire Merle est quant à elle des 2e et 4e légers à quatre bataillons chacun et de trois bataillons du 36e de ligne. Enfin, la cavalerie du général Jean-Baptiste Franceschi-Delonne aligne le 1er régiment de hussards, le 8e régiment de dragons, le 22e régiment de chasseurs à cheval et le régiment de chasseurs à cheval hanovriens.

### Avancée anglo-portugaise
Après avoir remonté de Lisbonne, les Anglo-Portugais ont mené une escarmouche avec les Français lors de la Bataille de Grijó le 11 mai. Arrivé au Douro, Wellesley n'a pas pu traverser le fleuve car l'armée de Soult avait soit détruit soit déplacé tous les bateaux vers la rive nord.
Selon un historien, les 18 400 hommes sous le commandement de Wellesley étaient organisés ainsi :
- Division de cavalerie du Lieutenant-général (LG) William Payne
  - 1re brigade de cavalerie (MG Stapleton-Cotton; 14th LD (moins un escadron), 16th LD, 20th LD (2 escadrons) et 3rd King's German Legion (KGL) LD (1 escadron))
- Division de LG Edward Paget (5 145)[2]
  - 1st KGL Brigade (Brigadier General (BG) Langwerth; 1st et 2nd KGL Line)
  - 3e brigade KGL (BG Dreiburg; 5e et 7e ligne KGL)
  - 6e brigade (BG R. Stewart ; 29e, 1er bataillon de détachements et 1/16e ligne de port)
- Division de LG John Coape Sherbrooke (6 706)[2]
  - 2nd Guards Brigade (BG Henry Frederick Campbell ; 1/Coldstream Gds et 1/3rd Guards)
  - 4e brigade (BG Sontag; 97e, 2e bataillon de détachements et 2/16e ligne de port)
  - 5e brigade (BG A. Campbell ; 2/7e, 2/53e et 1/10e Port. Line)
- Division du MG Rowland Hill (4 370)[2]
  - 1re Brigade (nominalement MG Hill, en fait son colonel supérieur ; 1/3, 2/48 et 2/66)
  - 7e Brigade (BG A. Cameron; 2/9e, 2/83e et 2/10e Port. Line)

Il y avait quatre batteries d'artillerie de 6 canons (RA : Sillery, Lawson. KGL : Tieling, Heise) sous Colonel (Col) Edward Howorth. L'un avait 9 livres, deux avaient 6 livres et un avait 3 livres.
L'historien Michael Glover affirme que l'ordre de bataille était quelque peu différent. Glover répertorie l'organisation suivante :
- 1st Guards Brigade : BG Henry F. Campbell, 2 292 (identique à la 2nd Brigade ci-dessus)
- 2e brigade : BG Alexander Campbell, 1 206 (identique à la 5e brigade ci-dessus)
- 3e brigade : BG John Sontag, 1 307 (identique à la 4e brigade ci-dessus)
- 4e brigade MG Rowland Hill, 2 007 (identique à la 1re brigade ci-dessus)
- 5e brigade : BG Alan Cameron, 1 316 (identique à la 7e brigade ci-dessus)
- 6e Brigade : BG Richard Stewart, 1 290 (comme ci-dessus)
- 7e brigade : MG John Murray, 8e baronnet, 2 913 (comme les 1re et 3e brigades KGL ci-dessus, plus les détachements des 1re et 2e KGL légers)
- Cavalerie : MG Stapleton Cotton, 1 463 (comme ci-dessus)
- Artillerie : Col Edward Howorth, 24 canons (comme ci-dessus)

Plus à l'est, William Carr Beresford (maréchal de l'armée portugaise) dirigeait la 3e brigade britannique du MG Christopher Tilson (1 659 Britanniques et environ 600 grenadiers portugais le 6 mai au matin) et 5 000 Portugais pour rejoindre la force de Silveira. La 2e brigade britannique du MG Alexander Randoll Mackenzie et une importante force portugaise opéraient sur la ligne du Tage.

## Déroulement
Le matin du 12 mai, le colonel John Waters est chargé par Wellesley de trouver un moyen de traverser le fleuve Douro, à l'est de Porto. Il a été approché par un pauvre barbier local qui l'a conduit à un point de la rive caché par des broussailles où se trouvait un esquif. Avec le colonel Waters, les hommes ont traversé le fleuve de 500 mètres de large, ramenant quatre péniches à vin non gardées de la rive opposée, avec l'aide d'un prieur local du couvent et de trois ou quatre paysans.

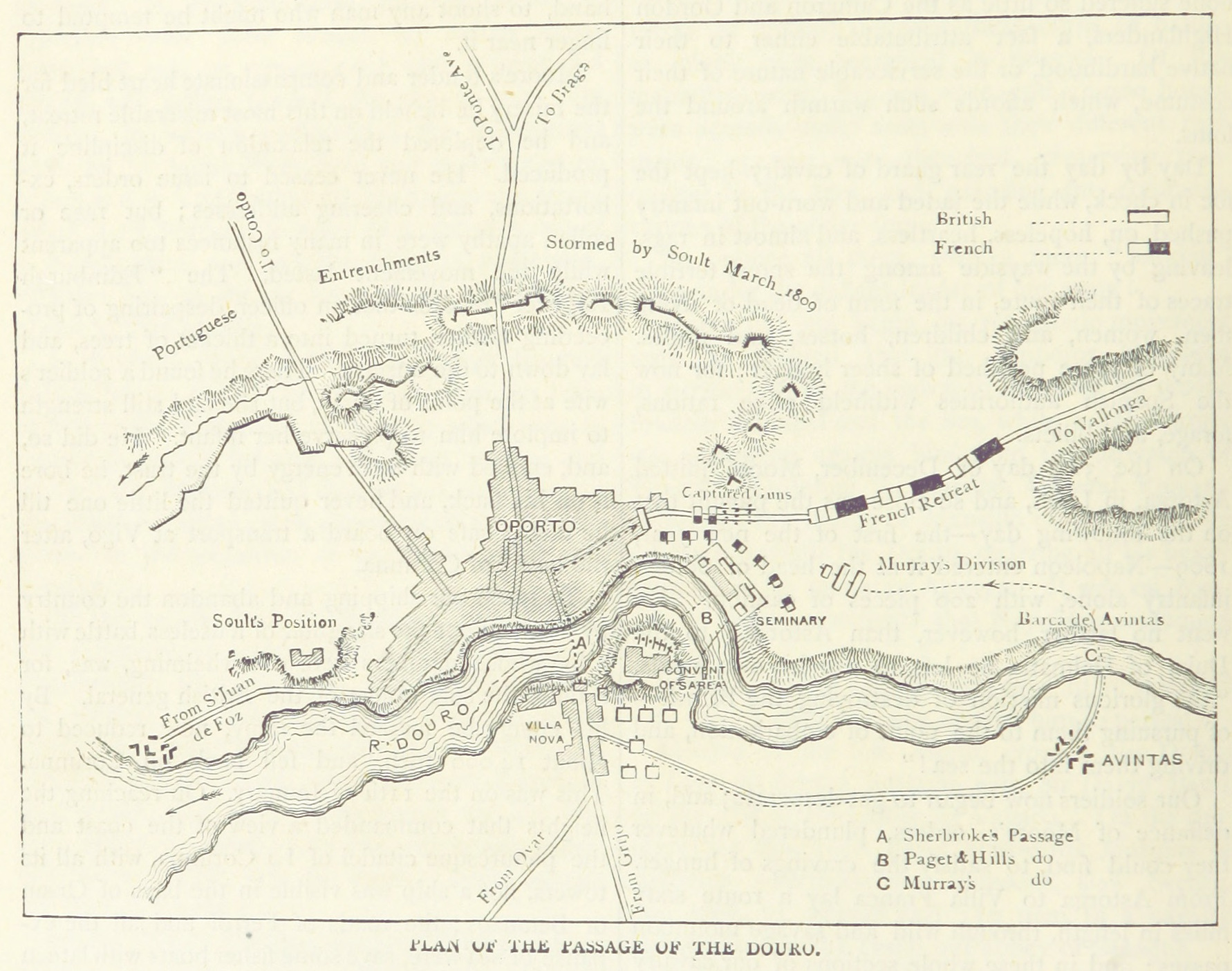
Une carte de la bataille

Lorsqu'il a été informé de cette opportunité, Wellesley leur a dit de "laisser les hommes traverser".  Immédiatement, une barge, composée d'un officier subalterne et de 24 hommes traversa le fleuve et occupa un séminaire fortifié surplombant le site de débarquement, suivi rapidement par le reste de leur compagnie puis la compagnie légère du même bataillon. Au moment où les Français se rendirent compte que les forces de Wellesley étaient sur la rive nord, les alliés fortifiaient leur position, le reste du bataillon des alliés de la brigade Hill avait traversé plus de barges.
Soult, qui dormait à l'époque, est resté ignorant de ces développements. Général de Brigade Maximilien Foy, qui fut le premier à voir la traversée britannique,  réquisitionna trois bataillons de la 17e Infantrie légère et a mené une attaque contre le séminaire vers 11h30. Foy a été blessé et ses soldats repoussés avec de lourdes pertes. Renforcés plus tard dans la journée par trois autres bataillons, les Français attaquèrent à nouveau. À ce moment-là, cependant, trois autres bataillons avaient occupé le séminaire et les bâtiments environnants, et les Français furent de nouveau vaincus.
Soult retire les troupes qui gardaient les bateaux de Porto afin de renforcer Foy.
Dès que les Français ont quitté le bord du fleuve, les habitants de Porto se sont immédiatement lancés dans "tout ce qui pouvait flotter" et ont transporté davantage de troupes britanniques. Quatre bataillons britanniques traversèrent immédiatement et attaquèrent les Français par l'arrière. Les Français, prévoyant déjà une évacuation tranquille de la ville, ont plutôt fui précipitamment vers le nord-est.
Afin de couper la retraite française, la brigade MG de John Murray de 2 900 hommes avec le 14e Dragons Légers avait été envoyée à travers le Douro sur un ferry à huit kilomètres à l'est de Porto. Murray s'est tenu à l'écart et n'a pas réussi à bloquer la voie d'évacuation française, bien qu'il y ait eu une escarmouche. Le 14, cependant, il y eut une accélération avec les Français en retraite. Ils ont chargé et ont réussi à bloquer environ 300 Français, en faisant beaucoup d'entre eux prisonniers. Sur 110 cavaliers, 35 ont été tués dans cette action.

## Conséquence

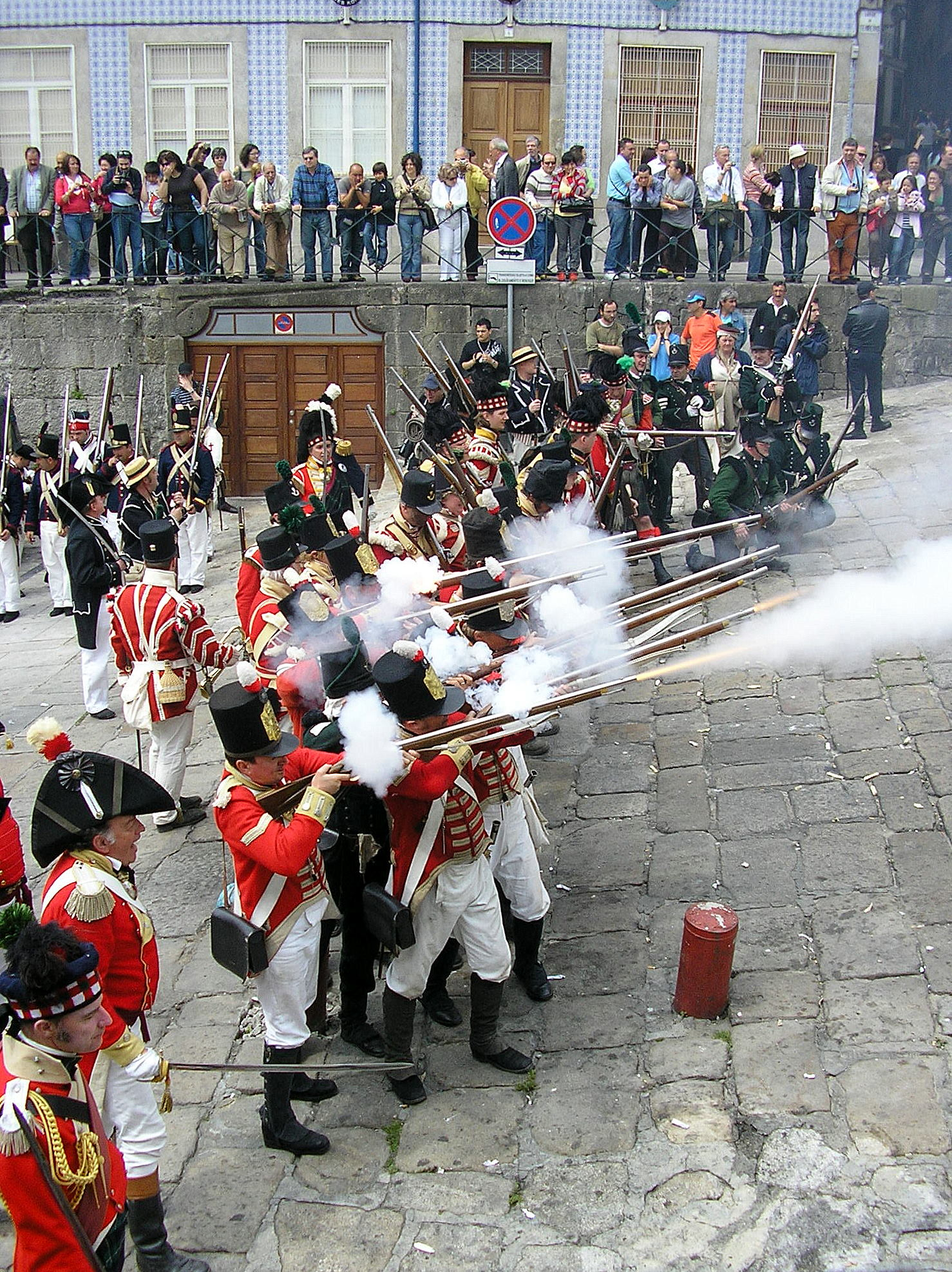
Reconstitution de la bataille

Les Britanniques ont perdu 125 hommes. Dans la bataille pour le séminaire, le commandant en second de Wellesley, le major-général Edward Paget a eu le bras brisé par une balle française et il a dû être amputé. En plus de 1 800 prisonniers, les Français ont subi 600 pertes, dont Foy qui a été blessé.

### Retraite de Soult
En raison de l'erreur de jugement de Murray et du fait que le gros de l'armée de Wellesley se trouvait du côté sud du Douro, les Français s'échappèrent le 12 mai. Cependant, Loison n'a pas réussi à éloigner la force de Silveira du chemin de retraite prévu par Soult vers le nord-est, alors Soult a été contraint d'abandonner tout son équipement et d'emprunter des sentiers sur les collines au nord. Les forces de Soult et de Loison se sont rencontrées à Guimarães, mais l'armée de Wellesley a marché vers le nord.
Les Britanniques atteignirent Braga (nord-ouest de Guimarães) avant les Français, forçant Soult à se replier à nouveau vers le nord-est. Pendant ce temps, Beresford et Silveira manœuvraient pour bloquer la voie d'évacuation de Soult dans cette direction. Après s'être échappé de plusieurs points difficiles, Soult s'est échappé par les montagnes jusqu'à Orense en Espagne. Pendant la retraite, le corps de Soult a perdu 4 500 hommes, son coffre militaire et les 58 canons et bagages.

## Sources
- par une société de militaires et de gens de lettres, Conquêtes, désastres, revers et guerres civiles des Français : de 1792 à 1815, t. 19, Paris, C. L. F. Panckoucke, 1820 (lire en ligne), p. 35-41